# Grumman J2F Duck
A Grumman J2F Duck (gyári típusmegjelölés G-15) egy amerikai gyártmányú egymotoros, kétfedelű, vízi repülőgép. Az 1930-as évek közepétől az amerikai fegyveres erő valamennyi haderőneme használta, több szerepkörben, főleg tengeri mentésre. Az argentin légierő is alkalmazta, az első példányokat 1937-ben kapták meg. Az USA-ban az 1940-es évek végén vonták ki a szolgálatból, ekkor Kolumbia és Mexikó is vásárolt a típusból, illetve a polgári légiforgalomban is hasznosítani kezdték.
A J2F-et a korábbi JF Duck típusból fejlesztették tovább, a fő különbséget a megnövelt úszótest és az erősebb motor jelentette.

## Története
A 750 lóerős Wright R-1820 Cyclone motorral felszerelt J2F-1 Duck 1936. április 2-án repült először és még aznap leszállították az amerikai haditengerészet részére. A J2F-2 megnövelt teljesítményű (790 LE) Wright Cyclone motorral szerelték fel. 1939-ben az amerikai haditengerészet 20 darab J2F-3 változatot készíttetett. Ezeket parancsnokok szállítására szánták, ennek megfelelően kárpitozott utastérrel voltak felszerelve.
Az Egyesült Államok 1941-es hadba lépése után a hadiipari kapacitások kihasználása miatt a típus gyártását áthelyezték a New York államban működő Columbia Aircraft Corporation-hoz. A vállalkozás 330 darab J2F-et épített az amerikai haditengerészet és a parti őrség számára. A Columbia által gyártott változat a J2F-6 jelzést kapta.
1948-ban a haditengerészet által kivont J2F-ekből néhány példányt az amerikai hadsereg légiereje OA-12 típusmegjelöléssel szolgálatba állított, ezeket tengeri mentő feladatokra alkalmazták.

## Jellemzői
A J2F kétfedelű fő jellemzője a géptest alján elhelyezett nagy méretű önhordó úszótest, amely a repülőcsónakokhoz tette hasonlatossá a gépet. Itt kapott helyet a keskeny nyomtávú behúzható futómű, amelyet kézi erővel kellett felcsörlőzni. A géptest és a futómű számos műszaki megoldása Grover Loening amerikai repülőgépgyártó korábbi modelljeiről származott, ezek jogait a Grumman megvásárolta. Az alsó szárnyakra egy-egy kisebb méretű úszótestet szereltek, hogy a vízfelszínen segítsen stabilizálni a gépet. A tandem-elrendezésű fülkében elöl ült a pilóta, mögötte a megfigyelő, de elegendő hely állt rendelkezésre, hogy szükség esetén egy rádióssal is kiegészüljön a személyzet. Alul egy kabint is kialakítottak, ahová két utas vagy egy hordágyon fekvő sérült fért el.

## Alkalmazása
A J2F-et az amerikai haditengerészet, a tengerészgyalogság, a hadsereg légiereje, valamint a parti őrség is használta. Az általános futár-, és könnyű szállító feladatkörön kívül térképezésre, megfigyelésre, felderítésre, tengeralattjáró-vadászatra, légifotózásra, célvontatásra, valamint tengeri kutató-mentő szerepkörben alkalmazták. A típust repülőgép-hordozókon és más hadihajókon is használták.
1942. január 5-én a fülöp-szigeteki Mariveles légitámaszponton egy japán légitámadás egy kivételével megsemmisítette az amerikai haditengerészet ott állomásozó J2F-eit. Az egyetlen megmaradt gépet sikerült elrejteni, ez azonban motorhibás volt. A motort később egy, a Manilai-öbölben lezuhant J2F-4 hajtóművével pótolták. A kijavított repülőnek 1942. április 9-én éjjel sikerült elhagynia a Baatan-félszigetet, néhány órával azelőtt, hogy az ott állomásozó amerikai és fülöp-szigeteki erők megadták volna magukat a japánoknak. Az öt személlyel túlterhelt gépet Roland J.Barnick főhadnagy vezette, akit a sikeres akcióért Ezüst Csillaggal tüntettek ki. A gépen utazott Carlos P. Romulo, a fülöp-szigeteki hadsereg tisztje, aki később Pulitzer-díjas visszaemlékezésében (I Saw the Fall of the Philippines) örökítette meg az eseményt.
1942. november 28-án az amerikai parti őrség Northland nevű kutteréhez tartozó J2F egy Grönlandon kényszerleszállt B-17 bombázó személyzetét igyekezett kimenteni. Sikeresen felvették a sérült Loren Howarth tizedest, azonban a visszaúton a gép viharba került és lezuhant, a fedélzeten tartózkodók életüket vesztették. A gép személyzete John Pritchard sorhajóhadnagyból és Benjamin Bottoms 1. osztályú rádiótávírászból állt, mindkettőjüket posztumusz Repülőszolgálati Érdemereszttel (Distinguished Flying Cross) tüntették ki. Bár a roncsot felfedezték, a körülmények nem tették lehetővé az áldozatok elszállítását. 2013-ban megkísérelték a gép felkutatását, hogy a három katonának megadják a végtisztességet, azonban nem jártak sikerrel.

## Típusváltozatok
J2F-1

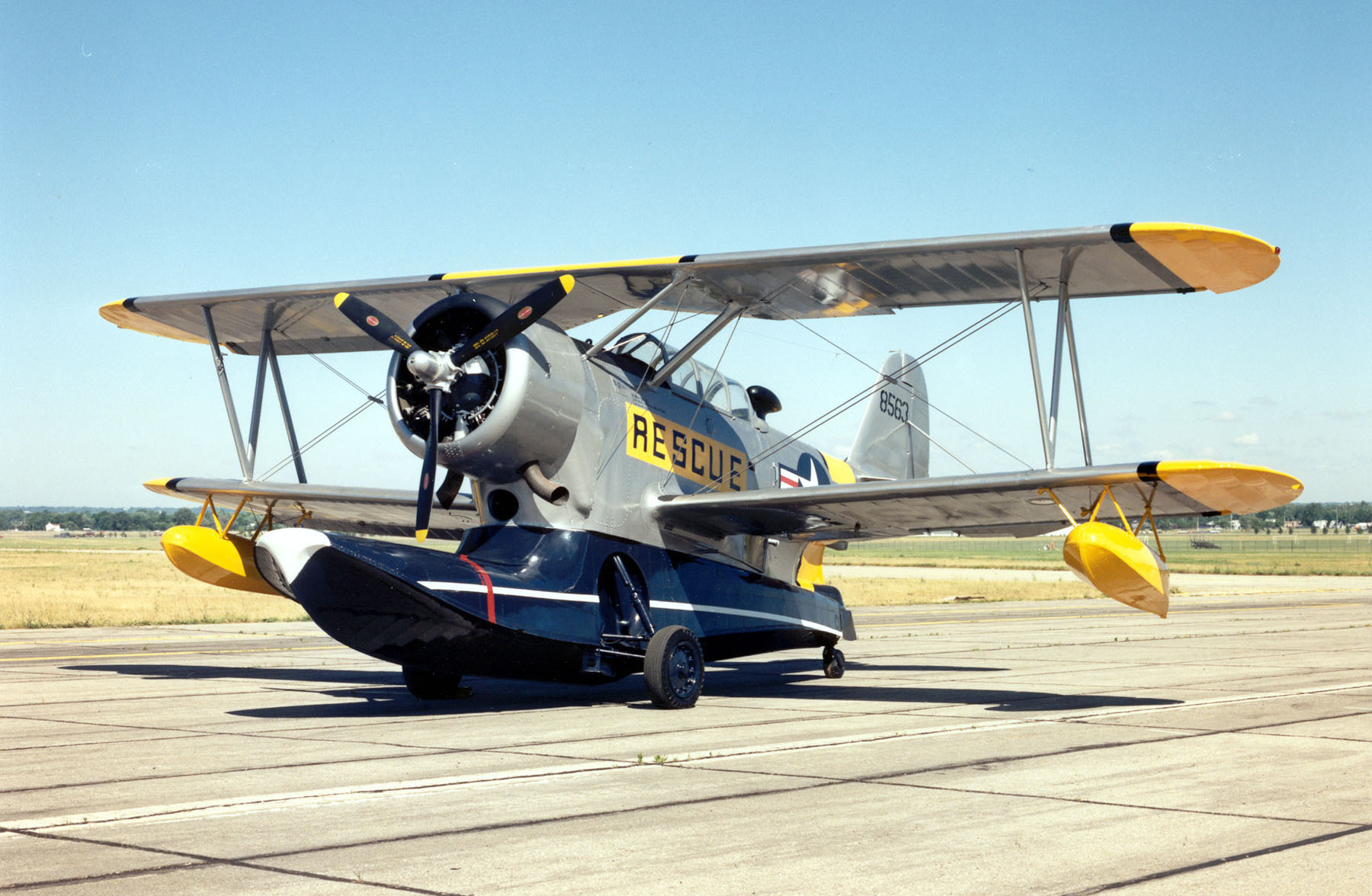

Az első legyártott változat 750 lóerős R-1820-20 motorral, 29 példány készült belőle.
J2F-2
A tengerészgyalogság számára készült altípus, első és hátsó géppuskákkal, valamint bombafelfüggesztőkkel felszerelve, 21 darab készült.
J2F-2A
Az Amerikai Virgin-szigetekre készült 9 darab J2F-2 változat, kisebb módosításokkal.
J2F-3
850 lóerős R-1820-26 motorral felszerelt J2F-2, 20 darabot gyártottak.
J2F-4
J2F-2, 850 lóerős R-1820-30 motorral és célvontató berendezéssel felszerelve, 32 példány készült.
J2F-5
J2F-2, 1050 lóerős R-1820-54 motorral, 144 darab épült belőle.
J2F-6
A J2F-5 Columbia Aircraft által gyártott, 1050 lóerős R-1820-64 motorral felszerelt változata. Fő jellemzője a meghosszabbított motorburkolat, valamint a szárnyak alá szerelt bombafelfüggesztők, és a célvontató berendezés rögzítői. 330 darab készült belőle.
OA-12
A szárazföldi hadsereg légiereje által használt kutató-mentő változat.

## Üzemeltető országok
Amerikai Egyesült Államok
- Amerikai Egyesült Államok Hadseregének Légi Ereje
- Amerikai Egyesült Államok Haditengerészete
- Amerikai Egyesült Államok Tengerészgyalogsága
- Amerikai Egyesült Államok Parti Őrsége

 Argentína
- Az argentin haditengerészet repülő parancsnoksága 1939-ben négy új Grumman G-15-öt (J2F-4) vásárolt. 1946-47 folyamán 32 darab, korábban az amerikai haditengerészet által használt gépet (1 db J2F-4, 24 db J2F-5, és 7 db J2F-6) állítottak szolgálatba. Egy gépet az 1955 szeptemberében lezajlott  Perón-ellenes felkelés során lelőttek.[2] Az utolsó példányokat 1958-ban selejtezték ki.

 Kolumbia
- A kolumbiai haditengerészet 1948-tól három gépet üzemeltetett.

 Mexikó
- A mexikói haditengerészetben három, korábban az amerikai haditengerészetnél használt J2F-6 repült 1950-51-ben.

 Peru
- A perui haditengerészet egy, az amerikai haditengerészettől leselejtezett példányt üzemeltetett 1961 és 1964 között.

## Fennmaradt példányok
Legalább kilenc J2F Duck maradt fenn, valamennyi példány az Egyesült Államokban található, múzeumokban illetve magángyűjteményekben. A kilenc gépből egy-egy J2F-4 és OA-12, a többi a J2F-6 alváltozatba tartozik, négy működőképes állapotú (a J2F-4 és három J2F-6).

## Műszaki adatok (J2F-6 altípus)
Geometriai méretek és tömegadatok
- Személyzet: 2+1 fő

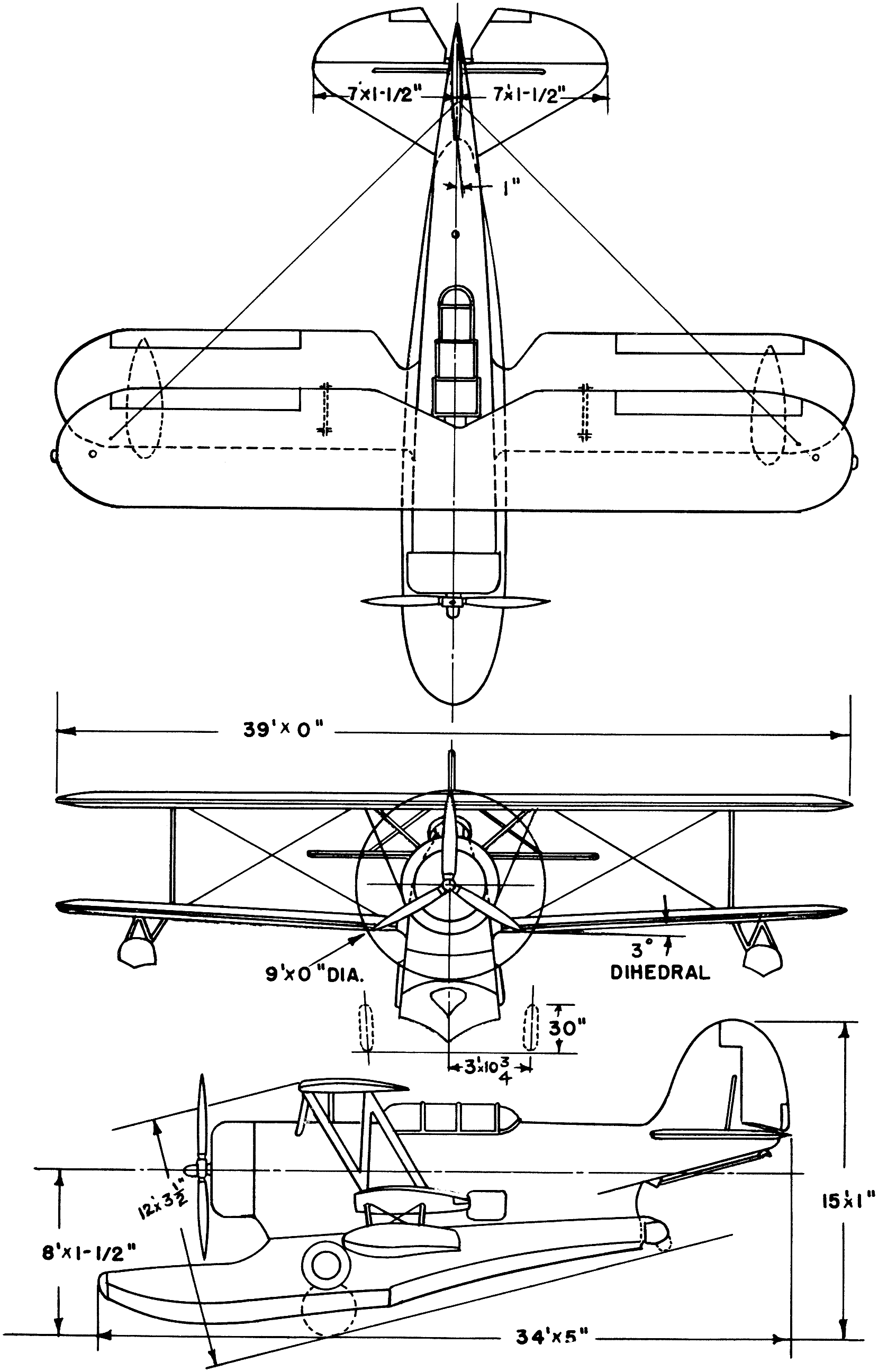
A Grumman J2F Duck háromnézeti rajza

- Utaskabin: 2 utas vagy egy hordágyon fekvő sérült elhelyezésére alkalmas

- Hossz: 10,36 m
- Szárnyfesztávolság: 11,89 m

- Magasság: 4,24 m
- Szárnyfelület: 38 m2

- Szárnyprofil: Clark CHY

- Üres tömeg: 2486kg
- Maximális felszálló tömeg: 3493 kg

Meghajtás
- 1 × Wright R-1820-54 Cyclone, 9 hengeres, léghűtéses csillagmotor, 900 hp (670 kW) teljesítmény
- Légcsavar: háromtollú, automata állásszög-szabályozású fém légcsavar

Repülési jellemzők
- Legnagyobb sebesség: 310 km/h
- Utazó sebesség: 249 km/h
- Átesési sebesség: 110 km/h
- Hatótáv: 1260 km
- Gyakorlati csúcsmagasság: 6100 m

Fegyverzet
- 1 × 7,62 mm-es 1919 M Browning géppuska, mozgatható, a fülke hátsó részén
- 2 × 45 kg bomba, vagy 147 kg mélységi bomba a szárny felfüggesztőpontjain

## J2F Duck a filmvásznon
Az 1971-es Murphy háborúja című filmben, a címszereplő (Peter O'Toole) egy J2F-el próbál elsüllyeszteni egy német tengeralattjárót a II. világháború utolsó napjaiban.

## Fordítás
- Ez a szócikk részben vagy egészben a Grumman J2F Duck című angol Wikipédia-szócikk ezen változatának fordításán alapul. Az eredeti cikk szerkesztőit annak laptörténete sorolja fel. Ez a jelzés csupán a megfogalmazás eredetét és a szerzői jogokat jelzi, nem szolgál a cikkben szereplő információk forrásmegjelöléseként.